# La Spezia
La Spezia (v ligurštině Spesa) je italské město v oblasti Ligurie, hlavní město stejnojmenné provincie. Leží v severozápadní části Itálie, na pobřeží Ligurského moře, v zátoce Golfo della Spézia. V roce 2012 zde žilo 92 439 obyvatel, k 31. prosinci 2015 se jejich počet zvýšil na 93 959.

## Město a památky
Město zažilo největší rozvoj po roce 1860, kdy se stalo jedním ze sídel flotily nového Italského království. Přesto La Spezia nenabízí tolik památek jako ostatní historická italská města. Bývá často výchozím místem pro návštěvu několik kilometrů vzdáleného Národního parku Cinque Terre.
Středem města je čtvrť Centro Storico v blízkosti přístavu. Nad čtvrtí stojí na kopci hrad Castello San Giogio založený v roce 1262, o několik let později zničený Janovany a opět obnovený ve 14. a 16. století. Dnes v něm sídlí archeologické muzeum. Nejvýznamnější památkou ve městě je kostel Santa Maria Assunta vystavěný v letech 1443 - 71, zcela dokončený až ve 20. st. Vnější stavba je novorománská, interiér renesanční. Za druhou nejvýznamnější památku v La Spezie je považováno Muzeum Amedeo Lia se sbírkou umění 13. až 18. st., např. děl Tintoretta a Tiziana.
V přístavu na náměstí Piazza Europa najdeme katedrálu Cristo Re, stavbu od architekta A. Libery z let 1929 - 75. Katedrála stojí uprostřed hlavní přístavní ulice Via Italia, v jejíž jižní části leží palmami lemovaná Passeggiata C. Morin s parkem Giardini Pubblici a výhledem na přístav a toskánské Apuánské Alpy. Hlavní nádraží a přístav propojuje hlavní nákupní ulice v La Spezie s obchody a restauracemi, pěší zóna, Via del Prione, respektive Via Fiume.

### Fotogalerie

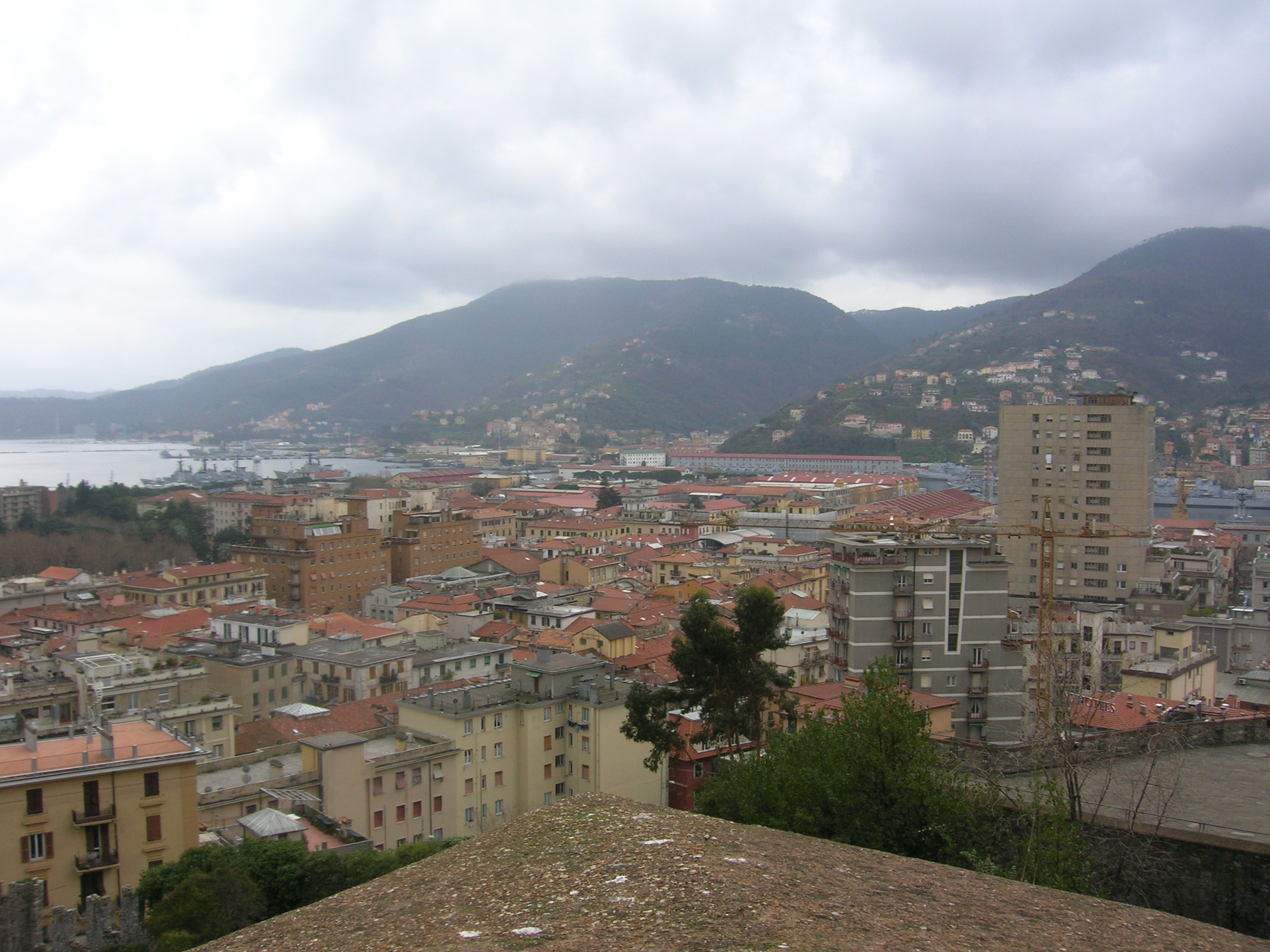
část města od hradu San Giorgio
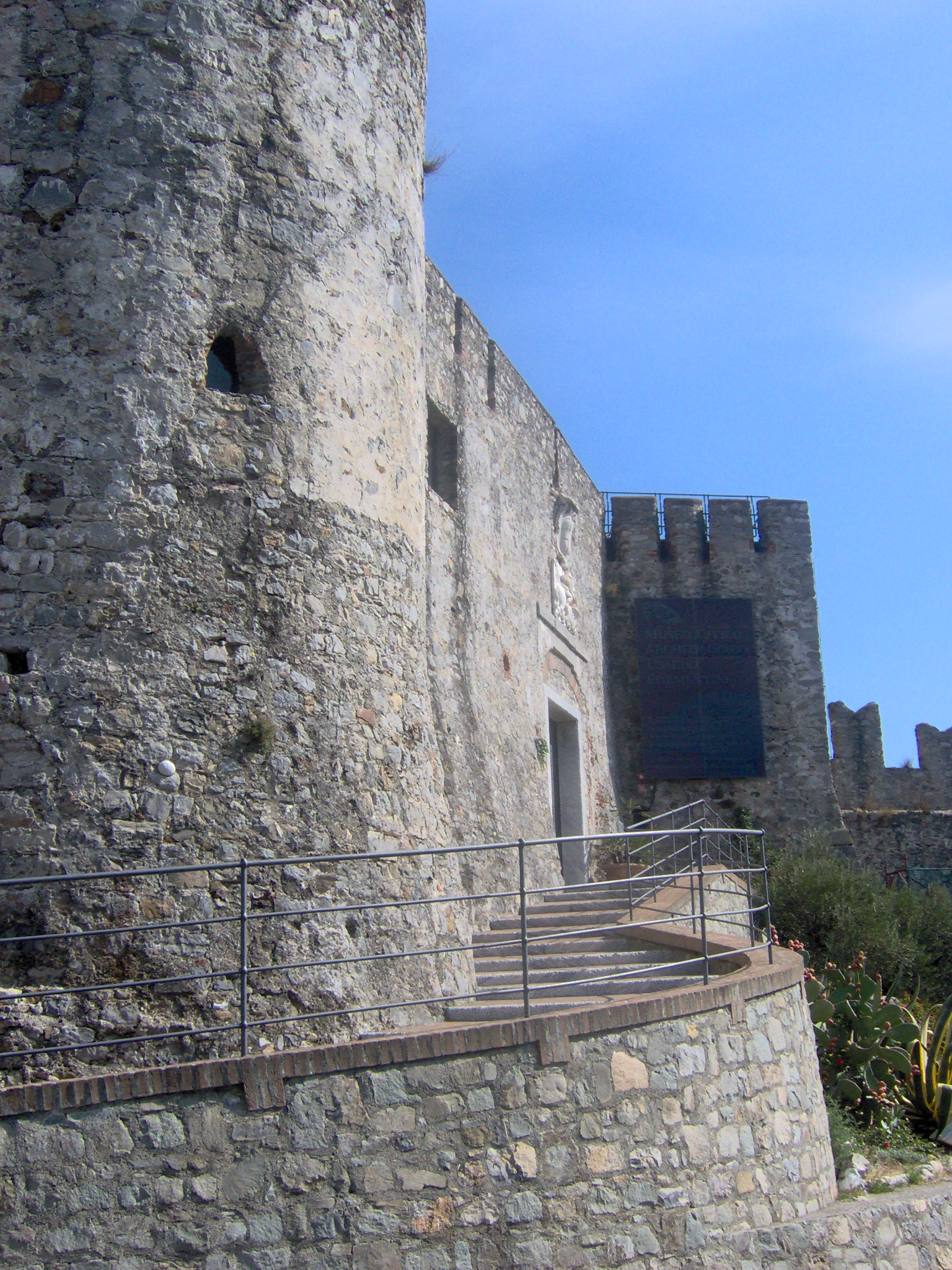
hrad Castello San Giorgio
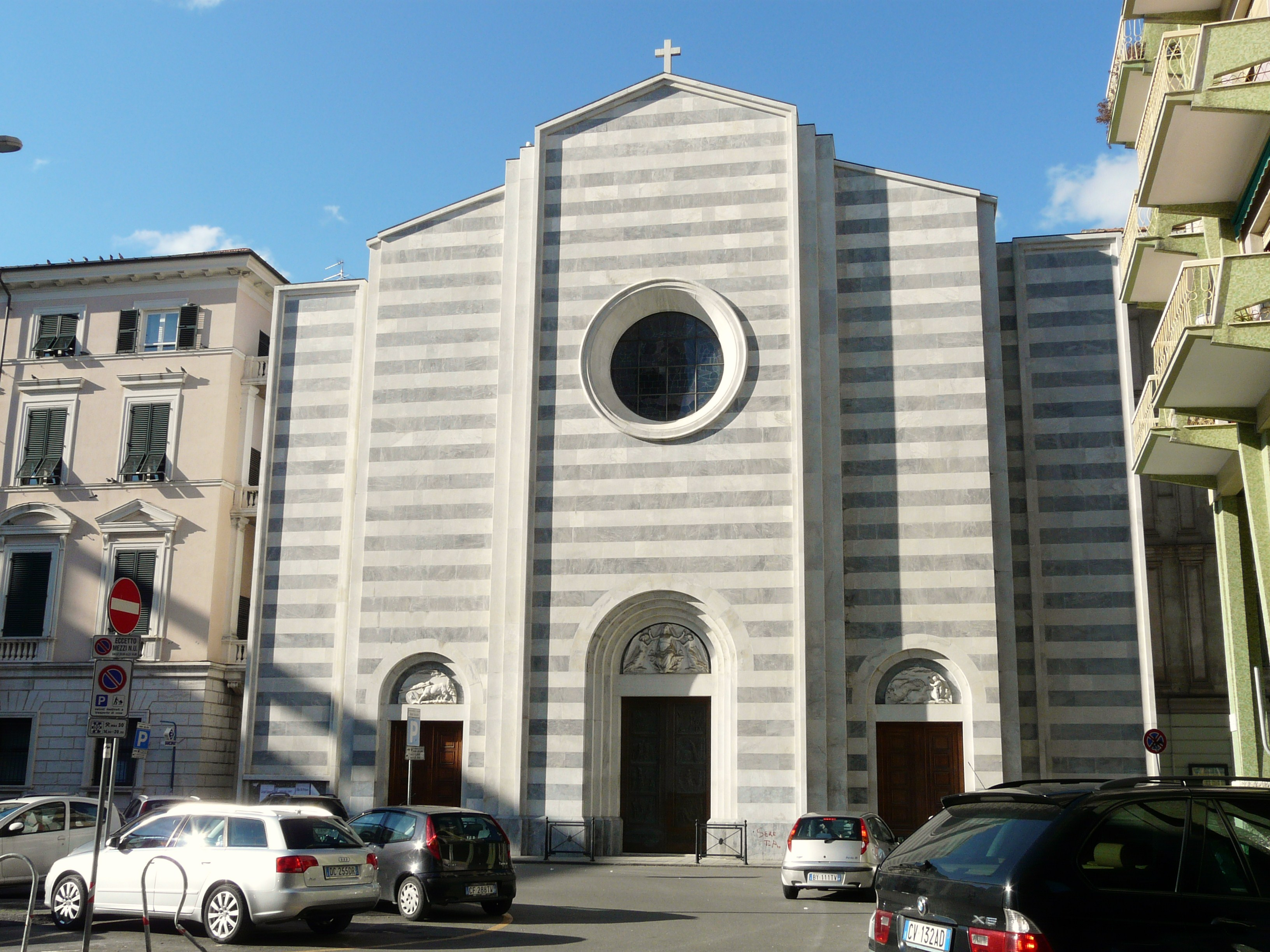
kostel S. Maria Assunta
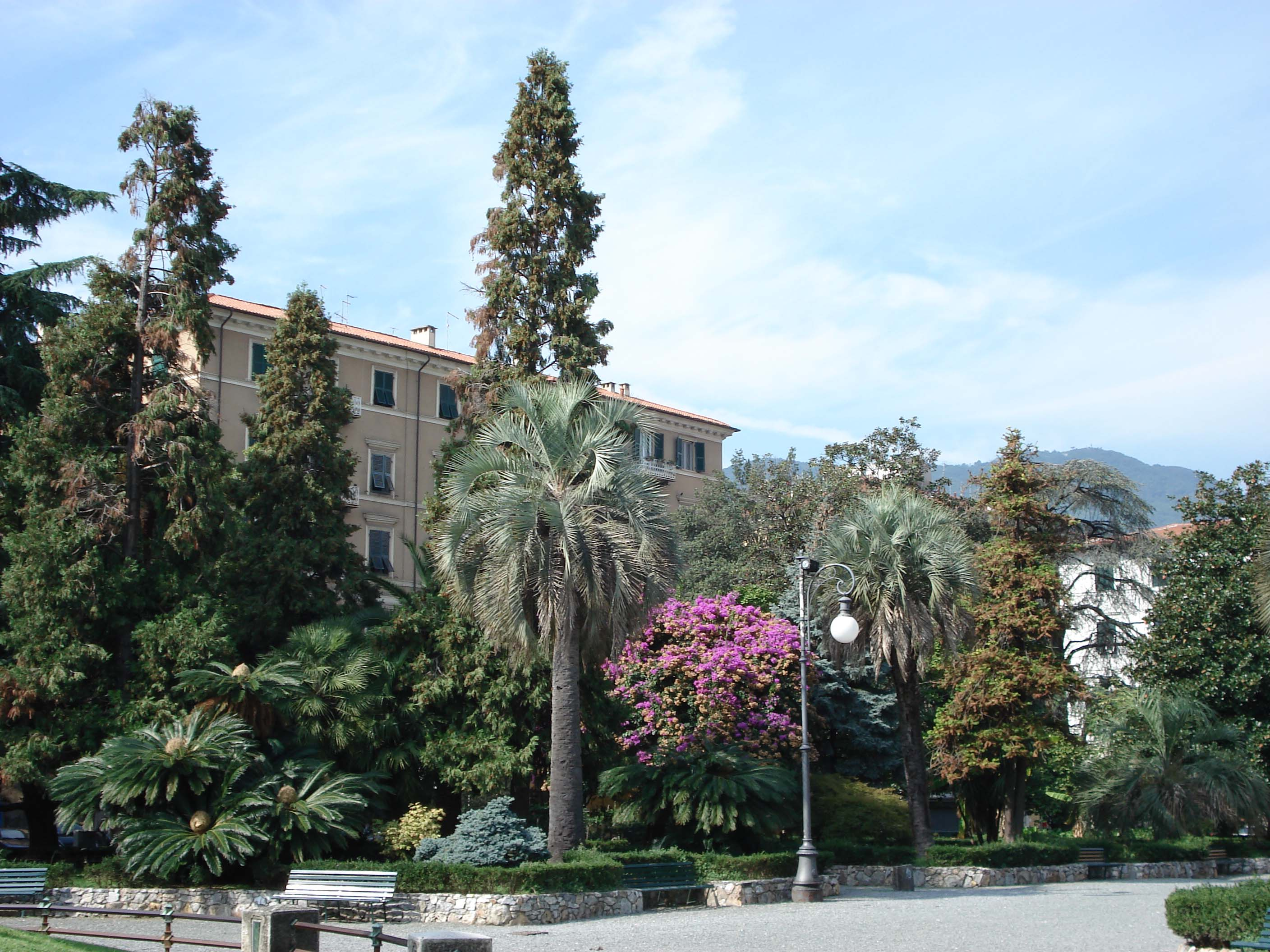
park Giardini Pubblici
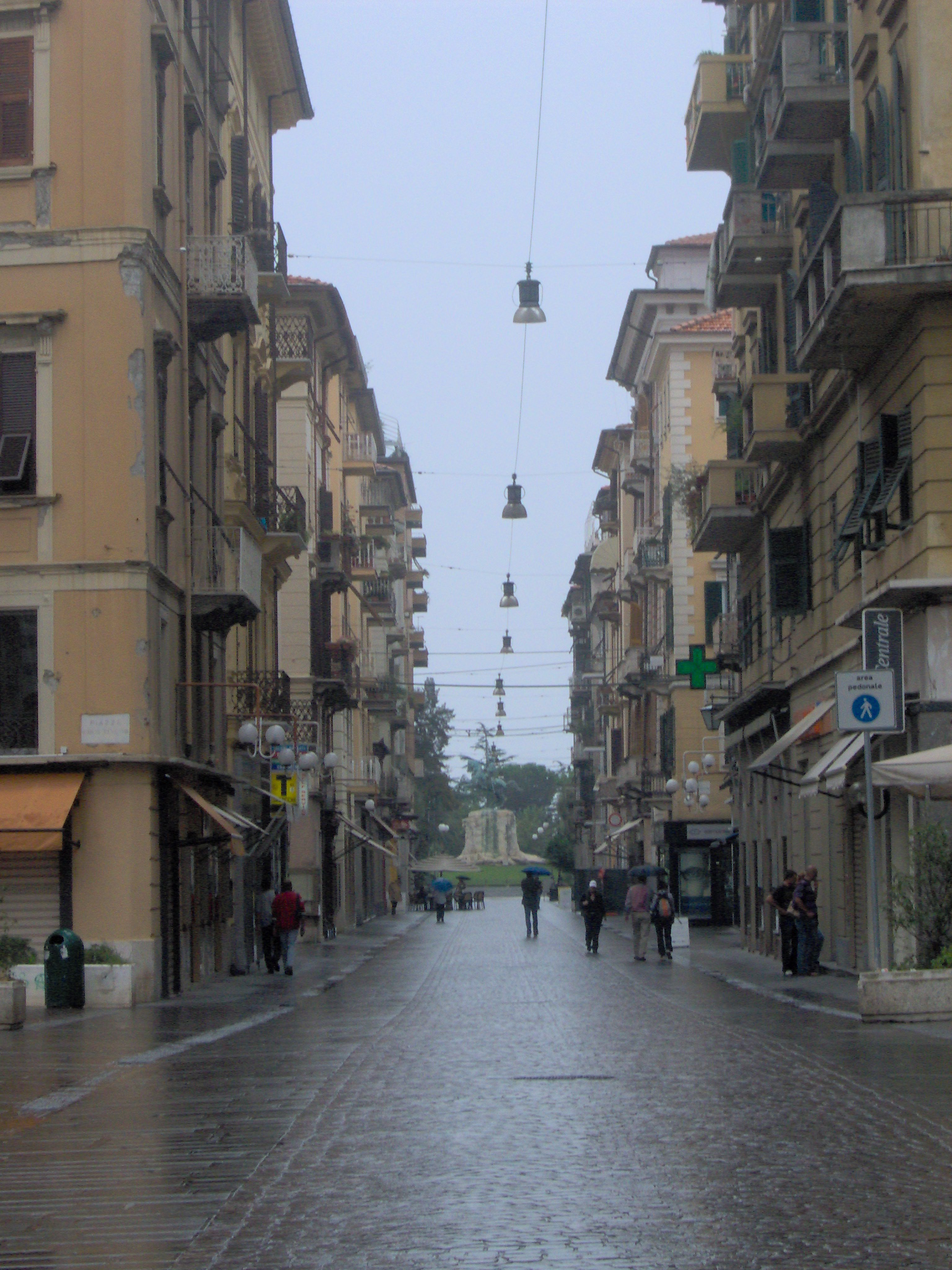
pěší zóna
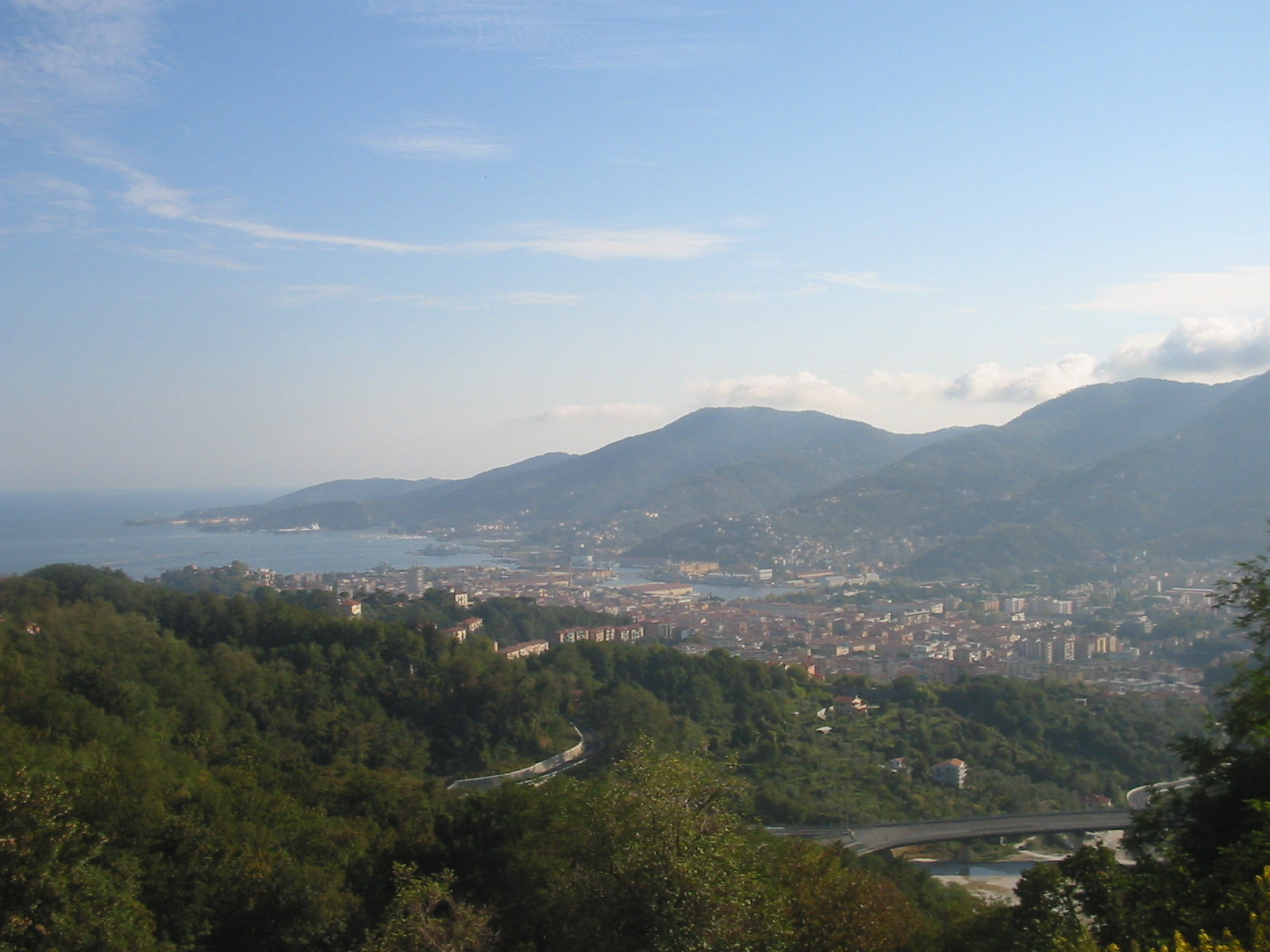
La Spezia

## Vývoj počtu obyvatel
Počet obyvatel
Zdroj: 

## Sousední obce
Arcola, Follo, Lerici, Portovenere, Riccò del Golfo di Spezia, Riomaggiore, Vezzano Ligure

### Části obce
Biassa, Campiglia, La Foce, Pitelli, San Venerio, Sarbia

## Partnerská města
- Bayreuth, Německo
- Toulon, Francie[3]